# Il treno della morte
Il treno della morte è il nono albo della prima serie a fumetti Diabolik, pubblicato in Italia a settembre 1963. La storia porta a conclusione la trama iniziata nell'albo precedente, Sepolto vivo!: insieme, i due albi contengono la prima storia divisa in due parti della serie.

## Trama
In seguito a quanto accaduto nel precedente episodio, Eva Kant è in prigione, in attesa che Diaboolik venga a salvarla; Ginko, intanto, aumenta tutte le misure di sicurezza per impedire che ciò accada, in attesa del processo ne quale lady Kant sarà di certo condannata alla pena capitale.
Diabolik, tuttavia, non sembra interessato a liberare la donna: rapisce infatti la bellissima Lory-Dey, lasciando intendere che voglia farne la sua nuova compagna e complice. Questo fa sì che l'opinione pubblica simpatizzi per Eva Kant: lo stesso Ginko finisce per credere che la donna non abbia agito di sua volontà, ma solo perché soggiogata dall'amore per il Re del Terrore. Al processo, le viene comminata una pena di soli vent'anni, con la promessa di un'amnistia qualora la donna decidesse di rivelare alla polizia i segreti di Diabolik; Eva, tuttavia, è devastata dalla notizia di esser stata abbandonata dal suo amato, e si chiude in una profonda depressione.
Eva viene trasferita dal penitenziario di massima sicurezza dove si trovava in un'altra prigione. Poco dopo, tra le detenute si scatena un'epidemia di tifo, che costringe il direttore a trasferirle in un altro istituto; Ginko teme che si tratti di un piano orchestrato da Diabolik, ma questi viene visto compiere un furto in una località molto distante. Durante il viaggio, tuttavia, il treno deraglia, uccidendo parecchie detenute e ferendone altre; Ginko si precipita da Eva Kant, ma quando la trova si accorge che ella è in realtà Lory-Dey.
Diabolik si allontana intanto con la vera Eva, spiegandole che l'intero accaduto faceva parte del suo piano: se la donna fosse stata condannata alla pena di morte, infatti, gli sarebbe stato impossibile farla evadere. Aveva così fatto in modo di farle avere una riduzione di pena per farla trasferire all'altra prigione, dove aveva causato l'epidemia infettandone le fognature; dopo essersi fatto vedere con uno stratagemma a distanza, aveva infine causato l'incidente ferroviario per liberare Eva. I due, di nuovo insieme, tornano finalmente alla loro vita.

## Remake
Questa storia e la precedente hanno ricevuto un remake, pubblicato ne Il Grande Diabolik 2/2021, per la sceneggiatura di Mario Gomboli e Tito Faraci e i disegni di Giuseppe Palumbo. Nel remake sono colmati alcuni buchi di sceneggiatura e vengono aggiunti nuovi elementi, come un incontro nel presente tra Diabolik e Lory-Dey.